# Fallimento fuori-scatola
Per fallimento fuori-scatola (in inglese out-of-box failure, spesso abbreviato in OBF oppure OOBF) si intende l'impatto negativo con cui viene percepito un prodotto al primo utilizzo.
Esempi di OOBF comprendono:
- un prodotto che esce danneggiato dalla scatola o di scarsa qualità
- un prodotto che richiede una complessa configurazione non alla portata dell'utente medio
- un prodotto che per poter funzionare ha necessità che ne venga acquistato un altro quando nulla lo lasciava presagire
- la scarsa disponibilità del servizio clienti già al primo utilizzo quando prima dell'acquisto sembrava altamente affidabile
- funzionalità non all'altezza delle attese
- funzionalità che non rispondono a dovere (ad esempio un touch screen che non risponde al tocco regolarmente)
- bug in un programma nel caso di un'applicazione software

In ambito informatico, un fallimento fuori-scatola può riferirsi a problemi di installazione e/o configurazione di un computer o di una applicazione software.
Il fallimento fuori-scatola va fortemente a scapito dell'azienda, del rivenditore o dell'OEM tanto più quanto più alte erano le aspettative per il prodotto.